# Ґамора
Ґамора (англ. Gamora), також відома як Реквієм (англ. Requiem), повне ім'я — Ґамора Зен Вобері Бен Титан (англ. Gamora Zen Whoberi Ben Titan) — вигадана персонажка з коміксів американського видавництва Marvel Comics. Героїня була вигадана сценаристом і художником Джимом Старліним і перша її поява відбулась у коміксі Strange Tales #180 (червень 1975). Ґамора — названа дочка Таноса, Божевільного Титана, та остання представниця своєї раси. Її здібності включають надлюдську силу і спритність, а також фактор прискореного зцілення. Вона також є елітною воїтелькою, здатною перемогти більшість супротивників у галактиці. Вона є членкинею групи супергероїв, відомої як Варта Нескінченності. Персонажка зіграла роль у сюжетній лінії кросовера 2007 року Annihilation: Conquest, стала членкинею титульної команди у спінофі коміксу Guardians of the Galaxy, а потім — суперлиходійкою Реквієм у кросоверних сюжетних лініях Infinity Countdown та Infinity Wars 2018 року.
Ґамора з'являлась у різноманітних супутніх товарах Marvel, ставши героїнею Кіновсесвіту Marvel. Зої Салдана взяла на себе роль Ґамори, виконавши цю роль в таких фільмах, як «Вартові галактики» (2014), «Вартові галактики 2» (2017) та «Месники: Війна нескінченності» (2018). Крім того, Салдана зобразила альтернативну версію Ґамори в альтернативній часовій лінії у фільмі «Месники: Завершення» (2019) і повернулась до цього персонажа у фільмі «Вартові галактики 3» (2023). У фільмі «Месники: Війна нескінченності» Аріана Ґрінблатт зобразила молоду версію героїні коміксів.

## Створення
Джим Старлін коментує створення Ґамори наступним чином:
Більшість часу вона абсолютно серйозна та повертає до всіх до «реальності». Я завжди використовував Ґамору як другорядну героїню, бо вона задумувалась такою. У мене є межа того, скільки роботи я можу виконати, тому я ніколи не думав про сольні пригоди з нею. Навіть коли вона не була в групі, вона завжди була другорядною для Адама Ворлока. Я впевнений, що міг би знайти ті гачки, з яких вийшла б сольна історія, але я просто ніколи цього не робив. Вона, ймовірно, працює в обох напрямках, але я використовував її лише в одному.

## Історія публікації
У світі коміксів Ґамора дебютувала у випуску Strange Tales #180 (червень 1975) за авторства Джима Старліна. Подальші появи відбулися у Strange Tales #181, Warlock #9-11 та 15 (1975-176), а також у щорічнику 1977 року The Avengers and Marvel Two-in-One. У 1990 році вона повертається у випусках #46-47 третього тому Silver Surfer. Вона мала роль другого плану у The Infinity Gauntlet #1-6 (1991) та Warlock and the Infinity Watch #1-42 (1992-1995). Ґамора брала участь у кросоверах Infinity War (1992) та Infinity Crusade (1993). Після своєї появи в Infinity Abyss #1-6 (2002), Annihilation: Ronan #1-4 (2006), Annihilation #1-6 (2006), Annihilation: Conquest #6 (2008) і четвертому томі Nova #4-12 (2007-2008), Ґамора приєдналась до однойменної космічної команди в другому томі Guardians of the Galaxy #1-25 (2008-2010). Стабільно виконала роль персонажки другого плану в коміксі The Thanos Imperative #1-6 (2010).
Ґамора, разом з іншими Вартовими, з'являлись в Avengers Assemble #4-8 (2012). Вона з'являється у третьому томі Guardians of the Galaxy, що є частиною перезапуску Marvel NOW!, та у четвертому томі Guardians of the Galaxy. Частину її історії походження було розказано у серії під назвою Gamora 2017 року, що складалася з п'яти випусків і була зібрана у графічний роман Gamora: Memento Mori (2017). Хоча події відбуваються на Землі-616, деякі елементи встановленої спадкоємності були змінені, щоб відповідати версії з Кіновсесвіту Marvel.

## Сили й здібності
Ґамора не наділена суперздібностями, проте завдяки імплантації в скелет надлегкого металу її сила і витривалість багаторазово перевершують людські. Крім цього, Ґамора є неперевершеним майстром усіх відомих у всесвіті єдиноборств. Вона чудово розбирається у вогнепальній та холодній зброї, новітніх інженерних розробках і комп'ютерних технологіях. Все це робить Ґамору однією з найнебезпечніших жінок в галактиці.

## Визнання
- 2018: Ґамора посіла 18 місце у списку CBR.com «25 наймогутніших Вартових галактики»[4] та 19 місце у списку «20 Вартових галактики від найслабшого до найсильнішого».[5]
- 2019: Ґамора посіла 13 місце у списку Daily Mirror «Найкращі супергероїні всіх часів».[6]
- 2019: Ґамора посіла 1 місце у списку CBR.com «10 дочок суперлиходіїв Marvel, що небезпечніші за своїх батьків».[7]
- 2020: Ґамора посіла 3 місце у списку Scary Mommy «Шукаєш приклад для наслідування? Представляємо понад 195 персонажок Marvel, в яких хоробрість в крові».[8]
- 2020: Ґамора посіла 2 місце у списку CBR.com «15 найсильніших мечників Marvel Comics».[9]
- 2021: Ґамора посіла 18 місце у списку CBR.com «20 найсильніших супергероїнь».[10]
- 2022: Ґамора посіла місце у списку The A.V. Club «100 найкращих персонажів Marvel».[11]
- 2022: Ґамора посіла 5 місце у списку CBR.com «10 найкращих космічних героїв Marvel Comics[12]